# L'aquila di sabbia e di ghiaccio
L'aquila di sabbia e di ghiaccio è un romanzo storico di Massimo Pietroselli, edito da Arnoldo Mondadori Editore nel novembre 2010. Fa parte della serie Il Romanzo di Roma!

## Trama
L'imperatore Marco Aurelio è impegnato a contrastare le avanzate dei Germani, intenzionato a creare due nuove province: la Marcomannia e la Sarmatia. Ma i barbari sembrano più forti e determinati che mai e questa loro furia sembra nascere da una Divinità sconosciuta e misteriosa. Spetterà allo speculator Tito Ulpio Geminus scoprire cosa si cela dietro quel Dio così avverso all'Impero romano. Ma nello stesso tempo Geminus dovrà affrontare i nemici del suo passato, perché sembra che dietro a tutto si celi l'ombra di Melissa, sua schiava e amante, madre di suo figlio e misteriosamente scomparsa da anni. Geminus dovrà salvare l'Impero e se stesso.

## Personaggi
- Tito Ulpio Geminus - Speculator
- Cesare Marco Aurelio Antonino Augusto - Imperatore
- Faustina Minore - Moglie dell'imperatore
- Tiberio Claudio Pompeiano Quintiliano - Genero di Marco Aurelio
- Flavio Sulpicio Tauro - Tribunus Angusticlavius
- Nighedia - Schiava
- Zabda - Mercante di schiavi
- Erebo - Legionario
- Gaio Avidio Cassio - Governatore della Siria
- Publio Elvio Pertinace - Comandante
- Isidoro - Capo dei Bucoloi

## Edizioni
- Massimo Pietroselli, L'aquila di sabbia e di ghiaccio, collana Omnibus Italiani, Milano, Arnoldo Mondadori Editore, 2010,  p. 465, ISBN 978-88-04-59540-3.